# Роботска аутоматизација процеса
Роботска аутоматизација процеса (РПА) је технологија која користи софтверске роботе (ботове) како би аутоматизовала рутинске и репетитивне задатке унутар пословних процеса. Главни циљ ове технологије је да побољша ефикасност, смањи грешке и ослободи људске ресурсе за обављање сложенијих и креативнијих задатака. 
У традиционалним алатима за аутоматизацију пословних процеса, програмер софтвера саставља листу радњи како би аутоматизовао одређени задатак и повезује се са серверским системом помоћу програмског интерфејса апликације (АПИ-ja) или посебног програмског језика. Насупрот томе, РПА системи развијају листу радњи посматрањем корисника који обављају тај задатак путем графичког корисничког интерфејса (ГУИ) апликације, а затим извршавају аутоматизацију понављањем тих задатака директно у ГУИ-ју. Ово може смањити препреке за коришћење аутоматизације у производима који иначе не би имали АПИ-је у ту сврху.
РПА алати имају доста техничких сличности са алатима за тестирање графичког корисничког интерфејса. Ови алати такође аутоматизују интеракције са ГУИ-јем, често понављајући скуп демонстрационих радњи извршених од стране корисника. РПА алати се разликују од оваквих система по томе што омогућавају манипулацију подацима између различитих апликација, на пример, примање е-поште која садржи фактуру, издвајањем потребних података, а затим уношење тих података у рачуноводствени софтвер.

## Настанак и рани развој
Роботска аутоматизација процеса (РПА) је настала као одговор на потребу за аутоматизацијом рутинских и репетитивних пословних процеса почетком 21. века. Концепт је био усмерен на коришћење софтверских робота или "ботова" који симулирају и аутоматизују људске активности на рачунарима. Раст потребе за аутоматизацијом произлази из повећане комплексности и обима пословних процеса, што је организације навело да траже ефикаснија решења. Циљ је био смањење трошкова, повећање тачности и убрзање извршавања задатака.
Развој напредних технологија попут вештачке интелигенције, машинског учења и напредних аналитика допринео је развоју РПА. Софтверски роботи постали су способнији обављати различите задатке, укључујући обраду података, интеракцију с корисничким интерфејсима и доношење једноставних одлука.
РПА је првобитно примењивана у секторима као што су финансије, осигурање и банкарство, где су постојали високи степени рутинизације и репетитивних пословних процеса. Организације су користиле РПА за аутоматизацију задатака попут уноса података, валидације информација и генерисања извештаја. Са даљим развојем технологије, РПА се проширила на друге индустрије попут здравства, производње, логистике и услуга. Повећала се свест о предностима РПА, укључујући смањење људске грешке, повећање ефикасности и смањење оперативних трошкова.
Данас се РПА стално развија, а компаније све више интегришу ова решења са другим технологијама како би створиле свеобухватнија решења за аутоматизацију пословних процеса.

## Употреба
За разлику од других алата попут АПИ-ја или алата за развој који употребљавају неки од програмских језика, РПА је интуитиван и не захтева стручно знање.
Основни РПА ботови се лако креирају снимањем корисничких кликова и тастера, а корисници могу пратити ботове и прилагодити их према сопственим потребама. Ти снимци често служе као темељ за израду робустнијих ботова који се прилагођавају променама у екрану, распореду или току рада. Напреднији РПА алати користе машинску визију за прилагођавање на основу визуелних елемената на екрану.
Хибридни РПА ботови комбинују унапред дефинисане задатке са динамичким генерисањем аутоматизације тока рада. Ови алати такође анализирају ЕРП и ЦРМ апликације или прате интеракције корисника преко различитих апликација.
РПА алати се такође повезују са АИ модулима, као и системима за доношење одлука. Ово се назива интелигентна процесна аутоматизација, а ове способности често су интегрисане у модуле за когнитивну аутоматизацију прилагођене специфичним индустријским праксама.

## Утицај на запосленост
Према часопису "Harvard Business Review", већина предузећа која уводе роботску аутоматизацију процеса (РПА) обећала је запосленима да аутоматизација неће резултирати отпуштањима. Уместо тога, радници су премештени да обављају занимљивије послове. Истиче се да радници у области знања не осећају претњу од аутоматизације, напротив, прихватају је и посматрају роботе као чланове тима. Наглашено је да, уместо смањења "броја запослених", технологија је примењена тако да се постигне више послова и већа продуктивност са истим бројем људи.
С друге стране, неки аналитичари тврде да РПА представља претњу индустрији пословног аутсорсинга (енгл. outsourcing). Ова теза заснива се на идеји да ће РПА омогућити предузећима реинтеграцију процеса из "оffshore" локација у локалне центре, уз корист од ове нове технологије. Ако је ово тачно, ефекат ће бити смањење доступних прилика за раднике са нижим вештинама на тим "offshore" локацијама. 
Стварна употреба РПА: 
- Аутоматизација процеса у банкарству и финансијама
- Аутоматизација процеса хипотека и зајмова
- Аутоматизација корисничке подршке
- Аутоматизација операција у електронској трговини
- Аутоматизација операција у маркетингу на друштвеним мрежама

- Примена оптичког препознавања знакова (ОЦР) у апликацијама

- Процеси екстракције података

## Утицај на друштво
Роботска аутоматизација процеса има дубок утицај на друштво који превазилази питања запошљавања. РПА побољшава ефикасност и продуктивност аутоматизацијом рутинских задатака, доприносећи економском расту и конкурентности. Смањење трошкова остварује се кроз уштеде у радној снази и повећану прецизност, што утиче на цене добара и услуга. Померање ка аутоматизацији омогућава појединцима фокус на сложеније и креативније задатке, подстичући иновације и развој нових радних места. РПА доприноси тачности података и обезбеђује усклађеност у индустријама попут финансија и здравства. Појављују се етичка питања у вези са приватношћу и одговорном употребом технологије, што захтева друштвене расправе и регулације. Утицај РПА простире се на мале бизнисе, нудећи конкурентске предности, али и изазове у прилагођавању технолошким променама.

## Примери
- Софтвер за препознавање говора који интегрише пословне процесе ради непрекидне обраде без потребе за ручним интервенцијама.
- Четботови се користе од стране интернет трговаца и пружалаца услуга како би задовољили захтеве корисника за информацијама. Такође их користе компаније да би пружиле информације запосленима из интерних база података.
- ИВР системи омогућавају корисницима да путем телефона, гласом или преко телефонске тастатуре приступе великој количини информација.